# Margat
Margat (arab. قلعة المرقب, Kalat al-Markab) – XII-wieczny zamek w Syrii położony w odległości 2 km od brzegu morskiego przy dawnej drodze między Trypolisem i Latakią. Zbudowany po I wyprawie krzyżowej. Od 1170 roku własność Reynalda II Mazoir. Od 1186 roku zamek był własnością joannitów, którzy go rozbudowali. W 1188 roku zamek obronił się przed wojskami Saladyna. W zamku mieścił się szpital prowadzony przez joannitów. Pod zamkiem rozciągało się miasto połączone z zamkiem murami obronnymi. Na terenie zamieszkanego przez chrześcijan miasta powstał ufortyfikowany pałac biskupa. Po upadku Jerozolimy zamek Margat stał się główną siedzibą zakonu, aż do poddania warowni mameluckiemu sułtanowi Egiptu Kalawunowi, który obległ zamek w 1285 roku. W następstwie poddania twierdzy władze zakonu joannitów podjęły decyzję o przeniesieniu się do Akki. Zamek w późniejszym okresie aż do 1884 roku był stolicą miejscowego dystryktu. Jest to też miejscowość w dystrykcie Banijas muhafazy Tartus.